# Det forsvundne telegram
Det forsvundne telegram (russisk: Чук и Гек) er en sovjetisk film fra 1953 af Ivan Lukinskij.

## Medvirkende
- Jura Tjutjunov som Tjuk
- Andrej Tjilikin som Gek
- Dmitrij Pavlov
- Vera Vasiljeva
- Nikolaj Komissarov